# Música independiente
Se llama música independiente o música indie (proveniente del inglés independent) a diferentes géneros, subculturas, corrientes e intervenciones musicales con caracterizadas por atributos estilísticos como: 
- Los intérpretes no están ligados a circuitos del mercado musical, la difusión sonora o publicitaria.
- Se hace con vocación puramente artística y no comercial.
- El estilo que toca un artista o un conjunto no parece cumplir los parámetros de ninguna etiqueta de definición conocida o utilizada por la prensa especializada.
- El sello discográfico encargado de editar las grabaciones o los medios que la difunden (radios, publicaciones...) son de pequeña envergadura o de carácter aficionado.
- Todo el proceso artístico está controlado por los músicos y en él no interfieren directrices ni condiciones de departamentos de marketing, compañías discográficas, instituciones o medios de comunicación.

Son considerados música independiente el blues, el punk rock, el reggae, el grunge, el indie rock, el shoegazing, el street punk, el hardcore punk, el grindcore, el death metal, el hip hop, entre otros, cuando su eclosión o desarrollo artísticos cumplían alguno de los puntos de esta definición.
Para iniciar diremos que la música independiente es aquella en la que el músico se expresa de una manera libre a través de la sola música o el canto, sin estar ligado a una difusión musical publicitaria. Son músicos u obras que nacen de forma autónoma y sin la intervención de grandes discográficas. La vocación puramente artística de los músicos les impide a la mayoría ser reconocidos por un amplio público, sin embargo estos disfrutan de crear y compartir su creación.
Lo anterior refiere a que se exprese de una manera propia, por el sentimiento a una vocación artística.

## Historia
Durante los años 20 las grandes compañías estadounidenses (también conocidas como "multis" o "majors") tales como Columbia Records o RCA Victor fueron desafiadas por cantidad de pequeñas discográficas llamadas "independientes". Estas estaban especializadas en el mercado de música de raza (negra), que es como se clasificaba entonces a los compradores de música blues y jazz, pero la crisis de finales de los años 20 terminó a esas compañías que acabaron en bancarrota o en el mejor de los casos absorbidas por una "mayor".
El término "independiente" resurge en los años 50 en Norteamérica cuando el mercado discográfico lo conformaban canciones y sus intérpretes. Las grandes corporaciones discográficas pagaban a compositores para que compusieran canciones y buscaban a intérpretes para que las presentaran. Todas ellas tenían un sistema de distribución propio que aseguraba que todas sus canciones y discos llegaran a todos los puntos del país. Sin este sistema de distribución era muy difícil hacer que un disco pudiese disfrutar de un mínimo éxito, y cualquier discográfica pequeña evidentemente no lo tenía.
Por esta época y desde 1912, existía la ASCAP (American Society of Composers, Authors and Publishers) mediante la cual los compositores y editores protegían sus intereses musicales (similar a la SGAE española) y que además concedía los derechos de interpretación a los medios de difusión, principalmente los radiofónicos. Esta asociación no consideraba "de buen gusto" que la música negra se pudiera escuchar por la radio así que censuraba sistemáticamente cualquier canción de blues o jazz que le pudiera llegar a través de un sello independiente. Así que además de no poderla encontrar en las tiendas, la música "diferente" tampoco se podía escuchar por las radios locales de frecuencia concesionada. Es así como surgen las radios piratas, que emitían desde vetustos cobertizos o desde embarcaciones alejadas a varios kilómetros de las costas. 
En 1941 una asociación de radios y dj puso en marcha una asociación rival a la ASCAP que se llamó BMI (Broadcast Music Incorporated), que representaba a muchos compositores y editores que hasta entonces habían sido ignorados (de hillbilly, country, blues, jazz y extranjeros). La ASCAP hizo todo lo que pudo para que las radios locales no programasen canciones de la BMI, muchas canciones fueron censuradas como "Such a Night" de Johnnie Ray por supuesta incidencia sexual, pero el virus estaba ya inoculado en la sociedad. La BMI sobrevivió e incrementaron sus ingresos y popularidad rápidamente cuando un nuevo sonido llamado Rock'n'roll nació de manos de artistas negros como Little Richard o Chuck Berry.